# Jedlová (Lužické hory)
Jedlová (německy Tannenberg) je hora na severu Česka, v Ústeckém kraji, ve východní části okresu Děčín jako druhý nejvyšší vrchol okresu Děčín, na jihu Šluknovského výběžku, v katastrálním území obce Jiřetín pod Jedlovou. Jedná se o mohutnou znělcovou kupu ležící 7 km jihozápadně od Varnsdorfu a 2 km jihozápadně od centra Jiřetína. Hora má nadmořskou výšku 776 m n. m. a je po Luži a Pěnkavčím vrchu třetí nejvyšší horou Lužických hor. Název hory byl odvozen z původního porostu, který byl tvořen jedlemi prostoupenými smrky; dnes zde převažují smrky a na vrcholu též buky. Lesní porost velmi poškodily imise v 70. a 80. letech 20. století. Přesto na Jedlové žije řada ohrožených živočišných druhů.
Na úpatí hory pracovaly také dvě sklářské hutě. První z nich stávala ve 14. století na území dnešní osady Rozhled. Sklárna Rollhütte, která stávala na jižní straně, patřila mezi významné české sklárny přelomu 17.–18. století. Na jižním úpatí se nachází bývalý pískovcový lom. Od 2. poloviny 19. století je Jedlová oblíbeným turistickým cílem. Na vrcholu hory je rozhledna z roku 1891, výletní restaurace a pomník básníka Friedricha Schillera. Přibližně 1 km východně od vrcholu hory se nachází zřícenina hradu Tolštejn.
Jedlová je využívána k provozování zimních sportů, na vrchol hory vede lyžařský vlek.

## Popis

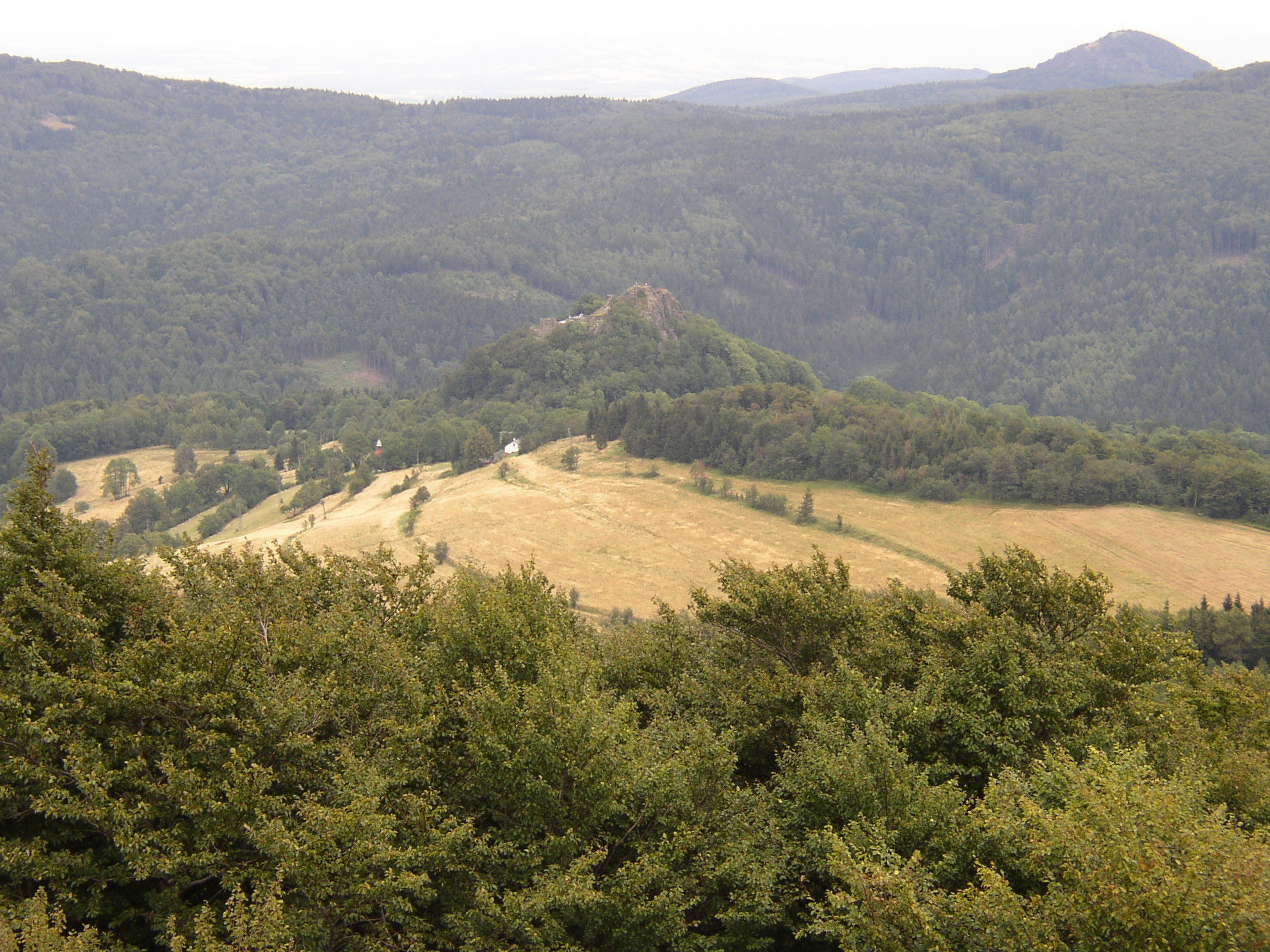
Pohled z Jedlové na Tolštejn, vpravo nahoře Luž

Název hory pochází z překladu německého jména hory (německy Tannenberg), Jedlová hora, nyní Jedlová. Jedlová leží v nejsevernější části Česka, ve východní části Ústeckého kraje, v okrese Děčín, v jižní části Šluknovského výběžku, na území obce Jiřetín pod Jedlovou, asi 2 km jižně od centra obce. Tento vrch kuželového tvaru se tyčí do výšky 776 m n. m. a asi do výšky 200–250 m nad okolní krajinu. Horopisně se nachází v západní části Krkonošsko-jesenické subprovincie v centrální části Lužických hor. Je nejvyšším vrcholem Jedlovského hřbetu, západního okrsku Lužického hřbetu. Z Jedlové vybíhají dva hřbítky – jeden východně na Tolštejn, druhý severně na Křížovou horu. Dalšími nejbližšími kopci viditelnými z Jedlové jsou jižně Jelení skála a Stožec, severovýchodně pak Malý Stožec.
Jedlová je tzv. neovulkanický suk z třetihorního miocénu. Na severním úbočí probíhá zlomová čára zvaná Lužická porucha. Spodní třetina hory se skládá z relativně pevného křídového pískovce březeneckého souvrství, který byl dříve těžen pro stavební účely. Dnes již zarostlý lom se nachází na jižním úpatí. Vrchní dvě třetiny tvoří znělec obsahující krystaly sklovitého živce, který pronikl pískovcem při vulkanické činnosti. Pro znělec na Jedlové byla provedena radiometrická analýza, která dokazuje vulkanickou činnost před 31 ± 4,8 miliony lety. Živec se často rozpadá na velké desky, místy seskupené do zdánlivé zdi (jihovýchodní svah a jih vrcholu), jinde vytváří suťová pole s řídkou vegetací. Suťová pole nejsou typickými svahovými sedimenty, ale reziduálním reliktem mrazového zvětrávání především z chladných období pleistocénu.

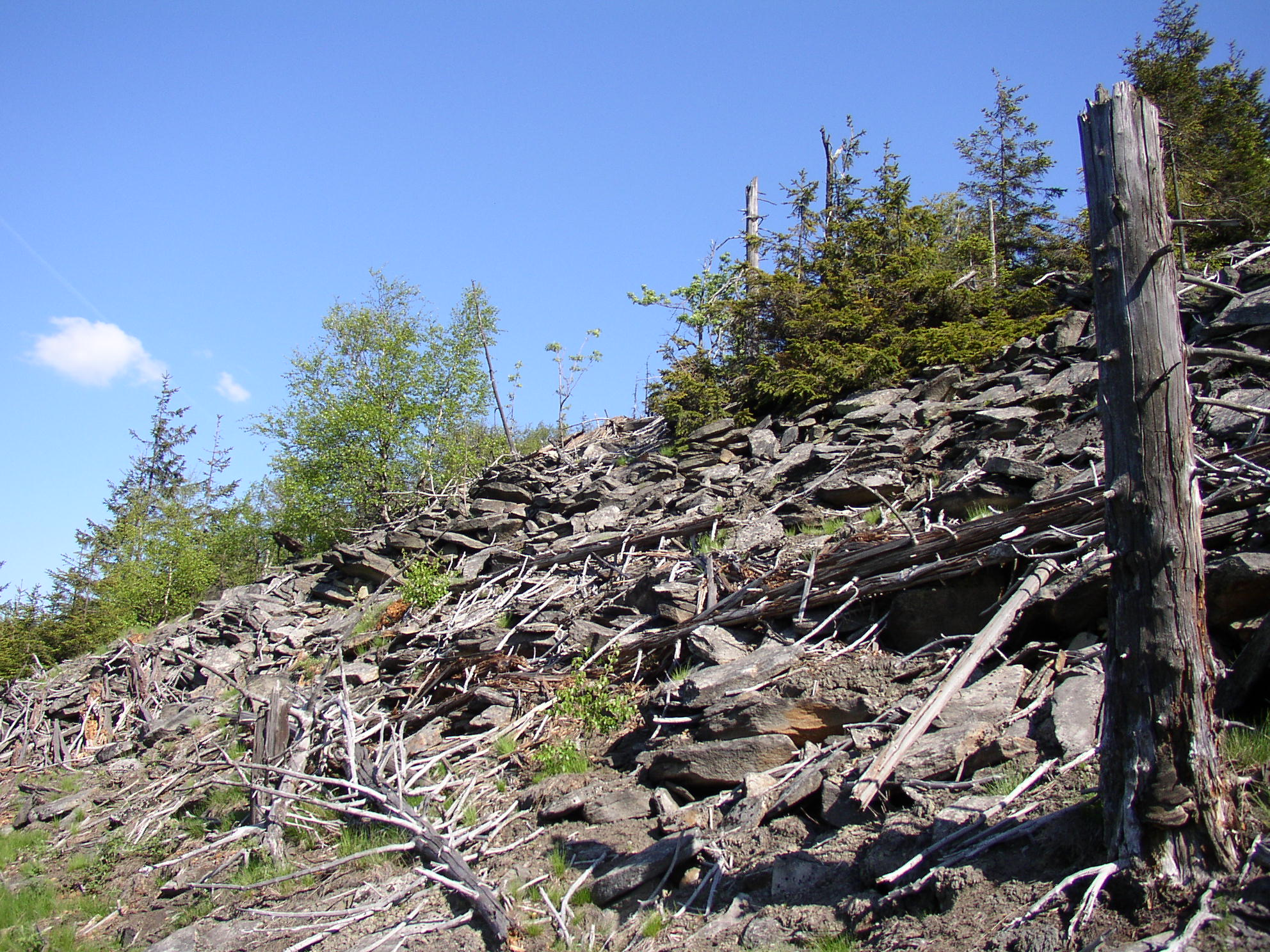
Suťové pole na západním svahu Jedlové

Přes vrchol hory vede hlavní evropské rozvodí, odvodňující toto území jižně Chřibskou Kamenicí, ústící do Kamenice, dále Labem do Severního moře, a severně Lužničkou, dále Mandavou, Lužickou Nisou a Odrou, ústící do Baltského moře. Na vrcholu Jedlové je roční teplotní průměr 5 °C.
Na severní straně hory jsou rozptýlené chalupy osady Jedlová, na úpatí severovýchodního svahu se rozkládá osada Rozhled. Na jižním úpatí je lesní nádraží Jedlová, přes které vedou železniční tratě 080 Bakov nad Jizerou – Jedlová a 081 Děčín–Rumburk. Mezi nádražím Jedlová a vrcholem hory je na zhruba 2 km převýšení 230 metrů. Při dobré viditelnosti lze přehlédnout celé Lužické hory, hřeben Jizerských hor, Ještěd, blízký hrad Tolštejn, Bezděz, Milešovku, Děčínský Sněžník i vzdálenější hřeben Krušných hor. Na jižním úpatí hory leží také dva Jedlovské rybníky – Velký jedlovský rybník a severně od něj Malý jedlovský rybník. Je tu také třetí rybník, zvaný Rolský, též Hutní, dříve Rollteich. Své jméno dostal podle dnes již zaniklé sklářské huti Rollhütte. Rolský rybník je již vypuštěn, zbývající dva rybníky dnes slouží jako vodohospodářské nádrže a k chovu ryb.

## Flóra
Jak již název hory napovídá, v minulosti bývala pokryta především jedlemi. Vysoký jedlový les se dokonce v roce 1890 stal důvodem pro stavbu rozhledny. V současné době je vrchol hory zalesněn bučinou, i když se tam opět objevují malé plochy jedle bělokoré, ale také nepůvodního druhu borovice kleč. Porost na svazích tvoří převážně smrky s příměsí jeřábu, na jihovýchodním svahu roste modřín evropský. Dále se zde vyskytují brusnicová keříčková společenstva, na stinných místech roste žebrovice různolistá a vranec jedlový. Tam, kde se zachovala mokrá rašeliniště, lze spatřit masožravou rosnatku okrouhlolistou a chráněný rojovník bahenní, který se mimo Jedlovou nikde jinde v Lužických horách nevyskytuje. Zaznamenány zde byly i některé druhy orchidejí jako kruštík širokolistý, bradáček vejčitý, prstnatec Fuchsův a ohrožený druh pětiprstka žežulník. Lesy na Jedlové obhospodařuje státní podnik Lesy České republiky.

### Poškození lesa a změny biotopu

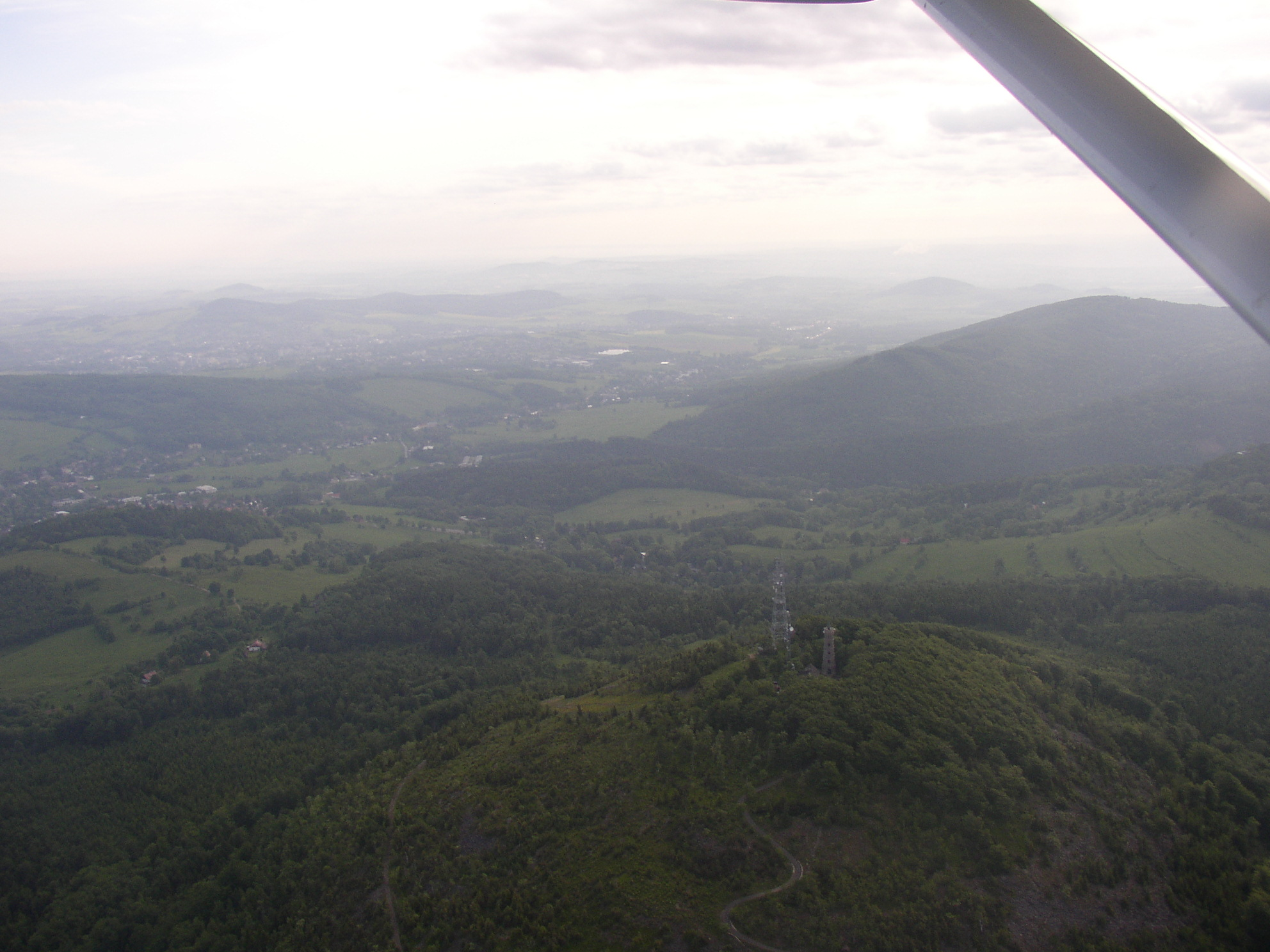
Letecký pohled na vrchol Jedlové

První poškození lesa imisemi se objevilo po roce 1970, přičemž vážné podoby nabylo na jaře roku 1977 a po zimě na přelomu let 1978 a 1979, jako důsledek spolupůsobení imisí a mimořádně nízkých teplot. Jedlová leží v pásmu nejtěžšího poškození imisemi oxidu siřičitého (SO2) a její vrchol je jako jediné místo v Lužických horách označen jako pásmo A. Imise pocházely převážně z polské elektrárny Turów a z německých elektráren Hirschfelde (již odstavená) a Hagenwerder (utlumená), které se nachází ve vzdálenosti 25–32 km, a z německé elektrárny Boxberg (utlumená), vzdálené od Jedlové 50 km. Po odstavení či utlumení zdrojů znečištění na německé straně pokleslo množství imisí zhruba na polovinu. Předpokládá se, že les na Jedlové byl poškozen i fluorem; v letech 1978 až 1982 dosáhly jeho koncentrace 0,3 μg/m³ (přibližně hranice, kdy začíná působit poškození i bez spolupůsobení SO2). V letech 1986 až 1987 došlo po větrné kalamitě k přemnožení kůrovce a lýkožrouta smrkového. Od prosince 1995 až do března 1996 byla Jedlová znovu poškozena sněhem a námrazou za současného působení imisí.
Imisní škody sice nedosáhly kalamitní úrovně, přesto však vedly k částečné změně biotopu. Na některých místech se les po těžbě neobnovil a začaly se objevovat velké holiny. To vedlo i ke změně vodních poměrů v půdě a vyschnutí rašeliniště na jižním svahu, kde následně zanikl bohatý porost rosnatky okrouhlolisté. Mezi smrčinami se rozšířil jeřáb obecný a traviny metlička křivolaká a třtina chloupkatá. V prosvětleném lese začal prospívat také náprstník červený. V současné době (2012) jsou dospělé a dospívající smrkové porosty vytěženy a obnovují se. Na mladých porostech lze pozorovat škody vzniklé loupáním jelení zvěří.

## Fauna
V průběhu vegetačního období roku 1995 provedl Miroslav Honců z Vlastivědného muzea v České Lípě na kopci Jedlová a v oblasti Jedlovských rybníků na jejím úpatí zoologický průzkum. Do svých výsledků započítal též dřívější zjištění jiných badatelů. Dle závěrů této studie je kopec Jedlová poměrně chudý na bezobratlé živočichy, z nichž se tu vyskytuje především několik horských druhů chvostoskoků, kobylek a střevlíků. Nalezeni byli též ohrožení mravenci lesní, na nichž zde překvapivě parazituje roztoč Anoetus formicarium, do té doby známý pouze z Alp, kde se vyskytuje nad hranicí lesa. Mezi brouky byly nalezeny tři ohrožené druhy, a sice svižník polní a dva druhy střevlíků – střevlík polní a Carabus problematicus. Kyselý podklad Jedlové způsobuje, že se zde, podobně jako na dalších kopcích Lužických hor, vyskytuje jen velmi málo měkkýšů.
Na Jedlové bylo nalezeno též 57 druhů obratlovců, z nichž téměř všechny patří mezi typické druhy středoevropských listnatých a smíšených lesů. Většina těchto druhů se na území kopce rozmnožuje nebo je tato oblast součástí jejich širšího teritoria. Mezi nimi bylo 10 druhů obojživelníků a plazů, 31 druhů ptáků a 16 druhů savců. Za nejvýznamnější je považován nález rejska horského, o němž se do té doby soudilo, že se v Lužických horách vyskytuje pouze na německé straně. Průzkum prokázal také výskyt řady zvláště chráněných druhů zahrnutých ve vyhlášce 395/1992 Sb. o ochraně přírody a krajiny. Zdejšími kriticky ohroženými druhy jsou skokan skřehotavý, zmije obecná a sokol stěhovavý. Další kriticky ohrožený druh, plch zahradní, byl na Jedlové naposledy zaznamenán roku 1940, ovšem jeho současný výskyt nelze zcela vyloučit. Silně ohroženými druhy jsou čolek horský, čolek obecný, ještěrka obecná, ještěrka živorodá, slepýš křehký, ledňáček říční a zmíněný rejsek horský. Silně ohrožený lejsek malý byl v této lokalitě naposledy spatřen roku 1929. Ohroženými druhy jsou ropucha obecná, krkavec velký, ořešník kropenatý, ťuhýk obecný, vlaštovka obecná a černá forma veverky obecné. Z lovné zvěře se na Jedlové vyskytují jeleni, srnci a zajíci. Právo myslivosti v honitbě vykonává Myslivecké sdružení Jedlová.
Na Jedlové se v pískovcových sedimentech také sporadicky objevují paleontologické nálezy prehistorické fauny z dob, kdy území leželo na dně křídového moře. Patří sem nálezy 12 druhů mlžů rodu Inoceramus ze svrchního turonu až coniaku a v lomu lze také najít stopy po lezení mořských raků.

## Sklářství
Uprostřed dnešní osady Rozhled, naproti rekreačnímu středisku Slovan, na louce hraničící s Bílým potokem na severovýchodním úpatí hory, stávala ve středověku sklářská huť, po níž se v pozdějších listinách (např. listina majitele tolštejnského panství Jiřího ze Šlejnic z roku 1539) dochoval dnes již zaniklý název jejího stanoviště Gläsendorf. O huti není známo mnoho informací, její činnost však dokládají archeologické nálezy zlomků užitkové a sklářské technické keramiky, nalezené při průzkumech v letech 1989 a 1994. Huť byla pravděpodobně vypálena roku 1337 při dobývání hradu Tolštejna.
Na jižním úpatí hory stávala barokní sklářská huť Rollhütte, kterou tu zřejmě roku 1680 založil Jan Kašpar Kittel ze Šumburku v Jizerských horách a která pravděpodobně navazovala na starší huť, snad téhož názvu, někdy též uváděnou jako Jedlovská. Sklárna Rollhütte, která patřila k významnějším sklářským hutím své doby, prodávala své výrobky jak na domácím trhu, tak v cizině. Doložena je pravděpodobná výroba k poctě tehdejších španělských králů – erb Kastilie a Leónu. Známé byly mj. její výrobky lustrových ověsků. Vlastnili ji též páni z Vartemberka, dále jinak neznámý Christoph Palme ze Svoru a posledními majiteli byli Kaspar Kittel a Johann Kittel z Polevska. Huť zanikla v roce 1739 následkem požáru, což dokládají jak pozdější písemné zprávy, tak také nálezy žárem deformovaných výrobků na místě jejího bývalého stanoviště. To však bylo zničeno budováním železnice v roce 1868.

## Lom pod horou
Ve spodní části jižního svahu hory se nachází opuštěný pískovcový lom. Je zakreslen již na lesnické mapě z roku 1860 a kamenický mistr Stephan Winkler v něm na přelomu 19. a 20. století zaměstnával kolem 100 dělníků. Byly zde těženy pevné, křemité, převážně lavicovité pískovce březenského souvrství. Vytěžený pískovec se vyvážel do Saska a je z něj také postavena většina ostění i kamenných schodů v domech v okolí hory. Těžba byla ukončena ve 30. letech 20. století. Na skále při vstupu do lomu je dodnes patrný portrét malého děvčátka vytesaného kameníky. Proč byl portrét vytesán, není známo.
Výška lomové stěny dosahuje až 6,5 metrů, výška odvalu v předpolí lomu dosahuje až 12 metrů. Lom postupně zarostl lesem, je zde také naleziště rojovníku bahenního a rosnatky okrouhloulisté. Kromě rostlin se v lomu vyskytují i chránění živočichové, např. zmije obecná, ještěrka živorodá, čolek horský a obecný, skokan hnědý a ropucha obecná.

## Turistika a stavby na vrcholu

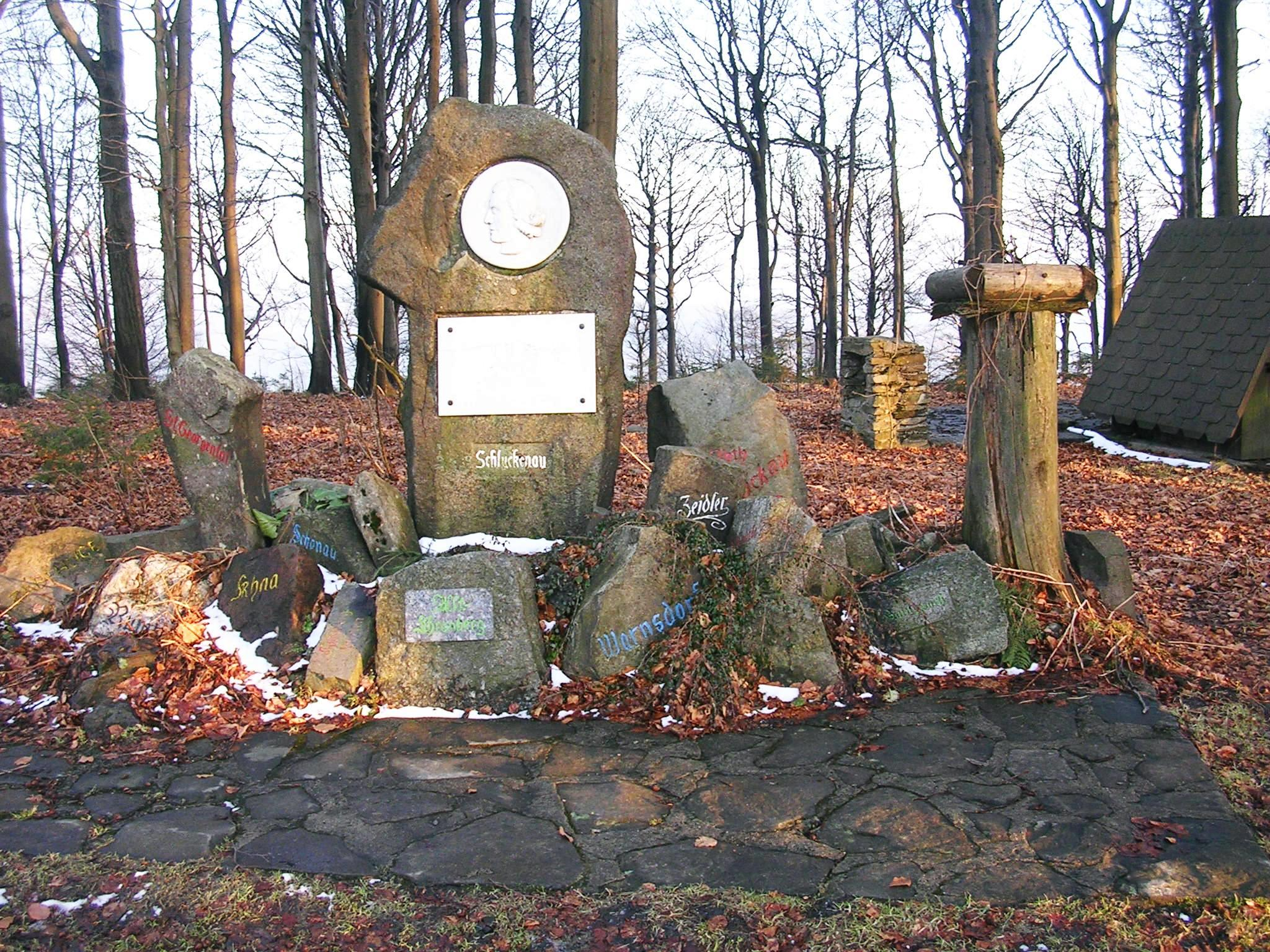
Schillerův pomník na vrcholu Jedlové

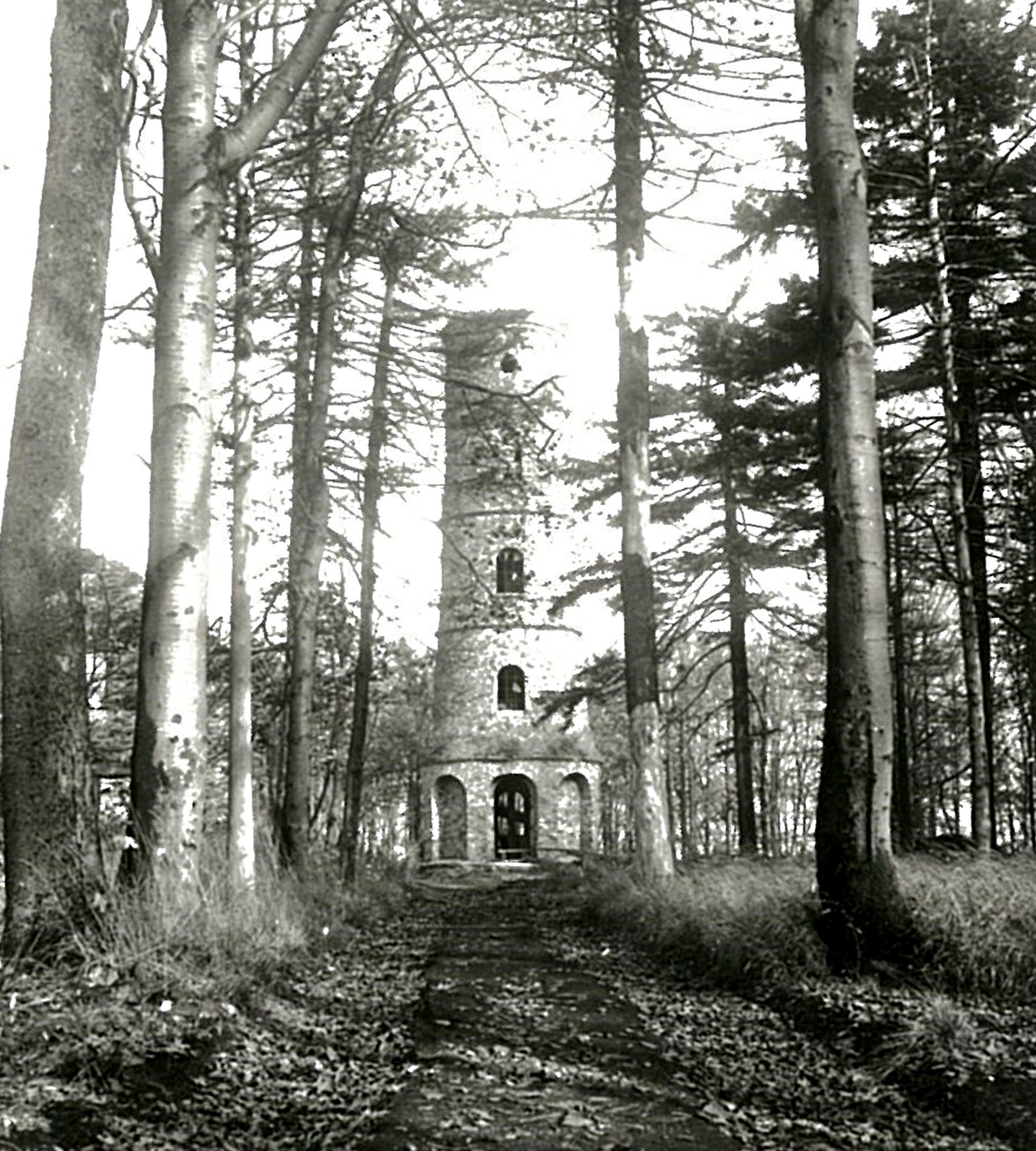
Rozhledna na Jedlové před rekonstrukcí

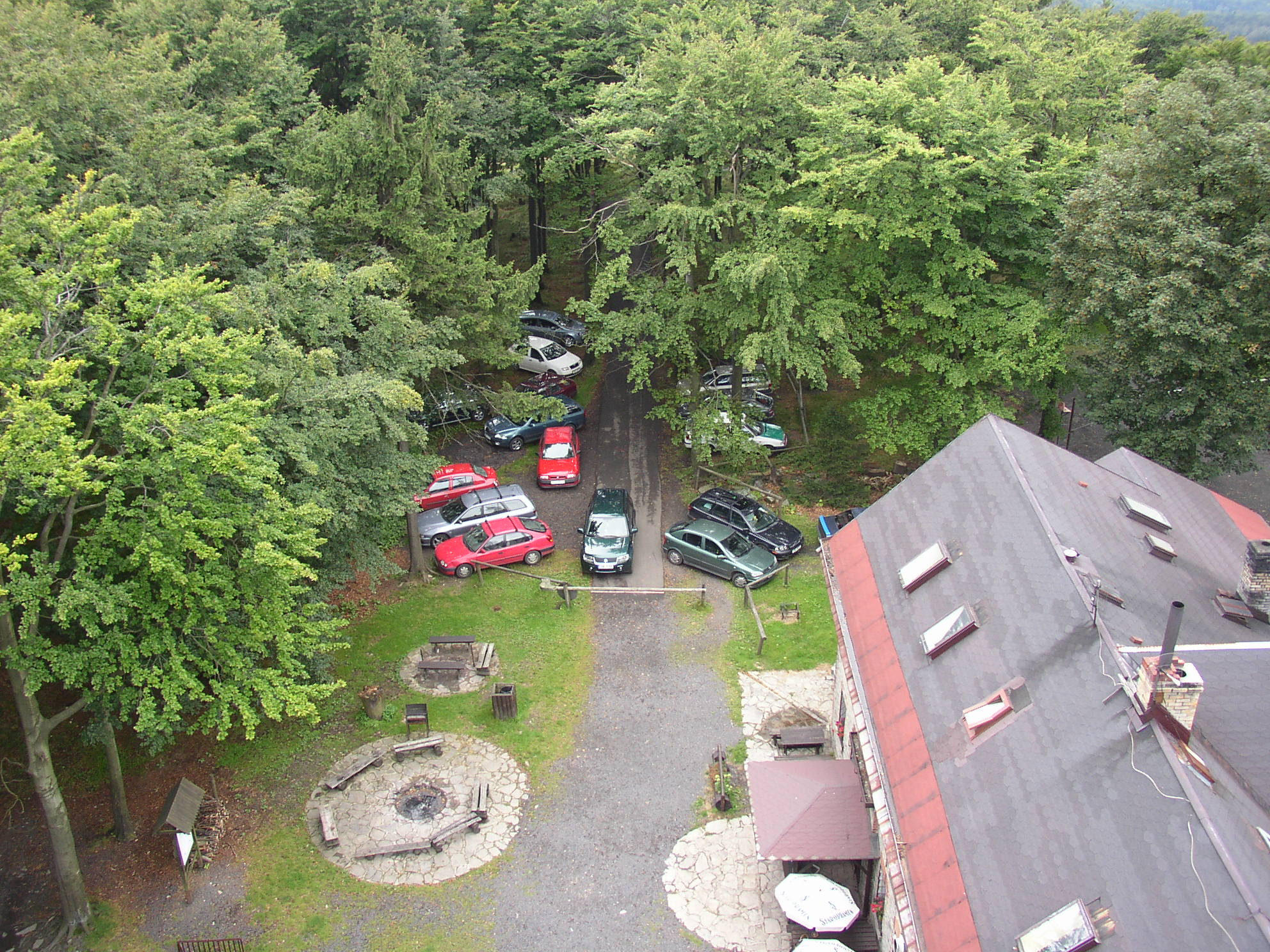
Zaparkovaná auta před restaurací na Jedlové, pohled z rozhledny

Jedním z nejslavnějších návštěvníků hory byl císař Josef II., který stanul na vrcholu během své inspekční cesty v roce 1779. Vyhledávaným cílem turistů se však Jedlová stává ve druhé polovině 19. století. V této době byla nazývána „Rigi severních Čech“, protože svými rozhledy připomínala horu Rigi ve švýcarských Alpách. Na rozvoj turistiky mělo velký vliv vybudování železniční sítě, která umožňovala snadný přístup do blízkého okolí hory. Nejbližší železniční stanice Jedlová, vzdálená 2 km od vrcholu, začala sloužit v roce 1869. První turistickou stezku, která vedla z Jiřetína na vrchol hory, zde vyznačili členové jiřetínské sekce Horského spolku pro nejsevernější Čechy již v roce 1887 a jen o rok později postavili na východním svahu první turistickou chatku.

V roce 1890 byla zahájena stavba 23 m vysoké kamenné rozhledny. Jednání o stavbě začala již 17. března 1889 v Krásné Lípě, kdy majitel pozemku kníže Kinský povolil stavbu na vrcholu Jedlové. Stavbu, kterou projektoval varnsdorfský stavitel Stoy, zadala v roce 1891 zmíněná jiřetínská pobočka Horského spolku Gebirgsverein pro nejsevernější Čechy firmě Eiselt z Krásné Lípy. Jako zdivo stavebníci použili především místní znělec. Rozhledna, jejíž stavba si vyžádala celkem 5 200 zlatých, byla slavnostně otevřena 14. září 1891. Bývala na ní lucerna, jejíž světlo v noci sloužilo jako maják pro celé okolí. Rozhledna byla v provozu do roku 1953, kdy byla pro chatrný stav uzavřena. O její obnovu se od roku 1988 snažila Tělovýchovná jednota Slovan Varnsdorf za podpory obce Jiřetín pod Jedlovou. Dne 15. srpna 1992 převzala rekonstrukci rozhledny rumburská firma Krejčí&syn, která provedla opravu podle starých plánů ve vlastní režii, pouze materiál hradila obec Jiřetín pod Jedlovou. Dne 22. března 1993 prohlásilo Ministerstvo kultury ČR rozhlednu kulturní památkou a dne 3. července 1993 byla zrekonstruovaná rozhledna slavnostně otevřena pro veřejnost. Během prvního roku na ni vystoupilo 8000 turistů a podle zprávy z roku 2003 ji od té doby navštěvuje více než 10 000 turistů ročně. Rozhledna je majetkem obce Jiřetín pod Jedlovou a vstup na ni je zpoplatněn.

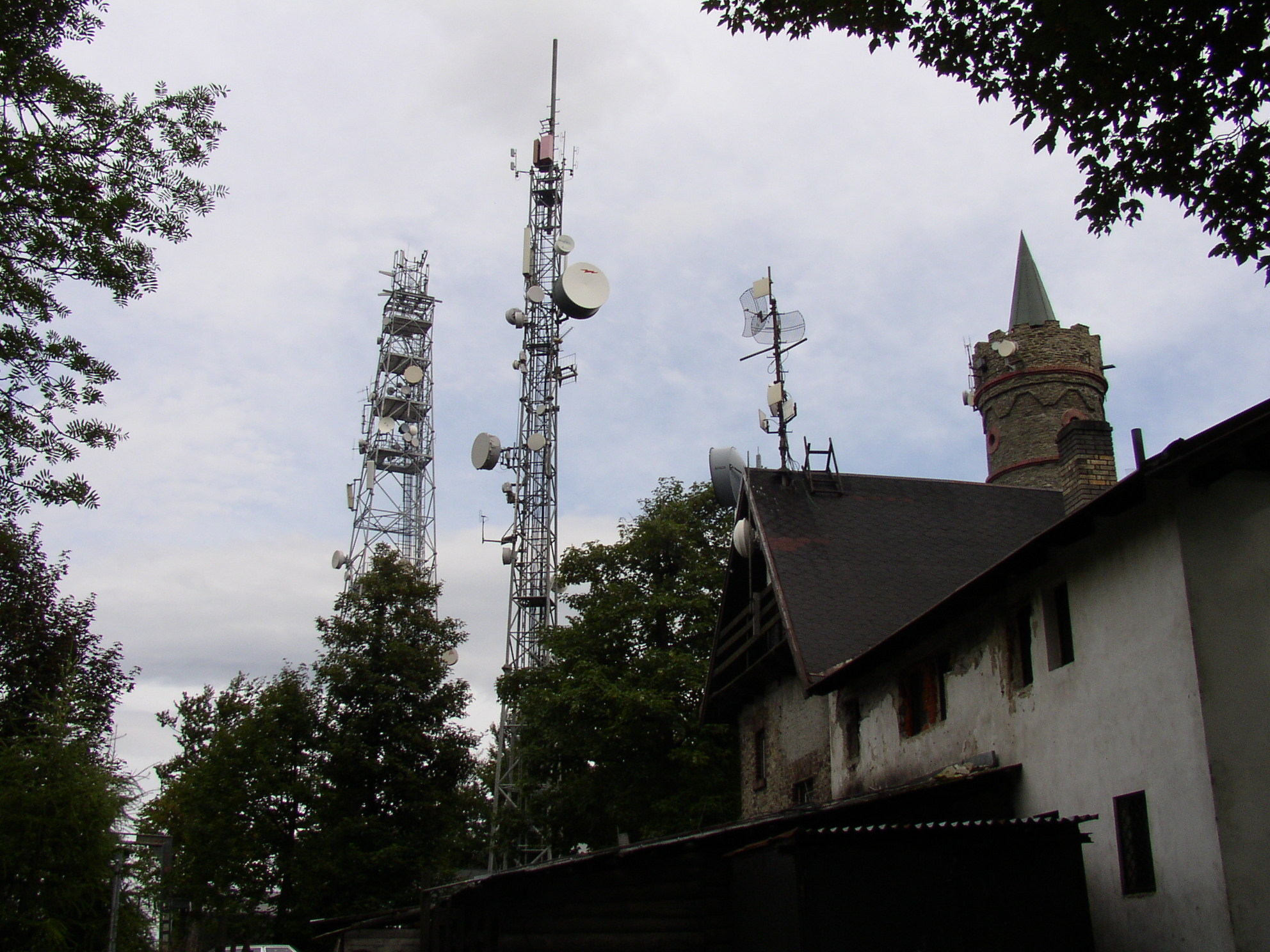
Telekomunikační věže na Jedlové a zadní strana restaurace

Kromě rozhledny je na vrcholu výletní restaurace. Hostinec nechal postavit současně s otevřením rozhledny majitel panství kníže Ferdinand Kinský a v provozu byl do roku 1943, kdy byl v důsledku válečných událostí uzavřen a od té doby chátraly. Poprvé byla restaurace znovu zkušebně otevřena na Silvestra roku 1993 a od 25. srpna 1995 je po otevřena trvale. V druhé polovině roku 2003 proběhl v Děčíně mezi obcí Jiřetín pod Jedlovou a Františkem Oldřichem Kinským soudní spor o pozemek restaurace o rozloze 900 m². Pozemek i restaurace zůstaly v majetku obce.
Před hostincem se nachází památník německého básníka Friedricha Schillera (1759–1805). Kolem pomníku bylo umístěno 19 balvanů z různých hornin charakteristických pro Šluknovskou pahorkatinu a Lužické hory. Dopraveny sem byly z devatenácti měst a obcí Šluknovského výběžku, které se o vybudování pomníku zasloužily. Pomník byl postaven v roce 1905 Horským spolkem pro nejsevernější Čechy u příležitosti slavností ke stému výročí úmrtí básníka. Tehdy se v novinách psalo, že pomník má připomínat Schillerovu návštěvu Jedlové. Při návštěvě Čech Schiller navštívil Prahu, Cheb, Karlovy Vary a Duchcov, kde ho provázel Casanova. Na Jedlové však nikdy nebyl a pravděpodobně ani nevěděl, že existuje. Oslava slavných lidí takovým způsobem tehdy byla obvyklá. Do největšího kamene byla vsazena oválná deska s portrétem básníka a pod ní byla pamětní deska. V padesátých letech byl reliéf odcizen a kameny rozházeny po okolí. V roce 1994 byla zcizena i bronzová pamětní deska. Obecní úřad v Jiřetíně pod Jedlovou a provozovatel restaurace v roce 1996 pořídili novou pamětní desku z bílého mramoru. U příležitosti 105. výročí existence vyhlídkové věže v září 1996 byl pomník Friedricha Schillera opraven.
V říjnu 1981 byl vedle rozhledny vztyčen železný stožár televizního převaděče a v červenci 1997 byla na okraji vrcholové plošiny postavena 49 metrů vysoká ocelová konstrukce radiokomunikačního stožáru.
Spolu se stavbou radiokomunikačního stožáru byla z úpatí kopce k vrcholu Jedlové roku 1997 vybudována asfaltová cesta, takže na vrchol Jedlové je možné vyjet autem; jezdí sem například nákladní automobily zásobující restauraci.

## Sport

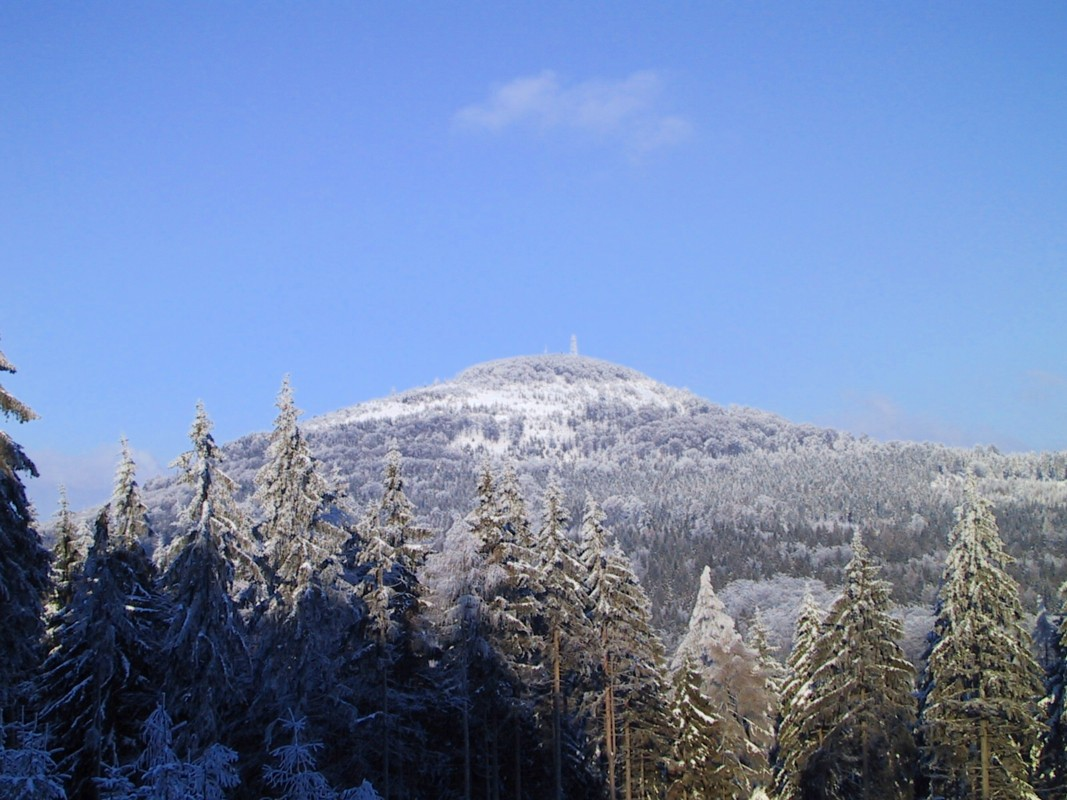
Pohled na vrchol Jedlové v zimě

Na vrchol Jedlové vede od roku 1968 od chaty Slovanu v osadě Rozhled lyžařský vlek typu VL 1000 o délce 1200 metrů a s převýšením 260 metrů. Kapacita vleku je 600 osob za hodinu. Z vrcholu Jedlové vedou dvě sjezdovky o délce 1200 a 1300 m. Vlek je součástí lyžařského střediska Jedlová. V sedle mezi Tolštejnem a Jedlovou je vlek Mezičky. V areálu jsou také upravované běžecké tratě. V plánu je výstavba sedačkové lanovky na vrchol Jedlové, výstavba nového parkoviště pod Jedlovou a umělé zasněžování sjezdovky.
Na Jedlovou se každoročně pořádají cyklistické závody, např. časovka horských kol seriálu Peklo severu, pořádá se závod horských kol Tour de Jedlová. Jedlová také leží na trase každoročního dálkového pochodu Lužická sedmička.

## Přístup
Přes vrchol Jedlové vedla na počátku 20. století nejdůležitější turistická magistrála severních Čech o délce 60 km z vrcholu Ještědu přes Jítravské sedlo, Luž, přes Jedlovou, dále na Studenec až k Růžovskému vrchu. Trasu popisuje vlastivědný průvodce „Nová hřebenová cesta z Ještědu po Růžovskou horu“ od profesora českolipského gymnázia Amanda Paudlera, která vyšla do roku 1904 ve třech vydáních.
Magistrálu nahradila hřebenovka a Stezka Českem vedoucí po červené pěší turistické trase číslo 0332, ze které je 300metrová odbočka na vrchol. Pod vrcholem Jedlové na rozcestí U ranče se křižují Evropské dálkové trasy E3 a E10. Východiskem na vrchol může být náměstí v Jiřetíně pod Jedlovou, odkud se jde nejprve po zelené pěší turistické trase přes Křížovou horu, dále po červené trase. Dalším východiskem může být nádraží Jedlová, cesta také nejprve vede po zelené pěší turistické trase a dále pak znovu po červené. Okolí Jedlové zobrazují turistické mapy Klubu českých turistů číslo 13 České Švýcarsko a Šluknovsko a číslo 14 Lužické hory.

## Pověsti
K okolí hory Jedlové se vztahuje pověst o protržení hráze Jedlovského rybníka. Vypráví o mladém myslivci, který se snažil zachránit lidi v Chřibské před povodní. To se mu nepovedlo, a od té doby se zjevuje jako přízračný jezdec na hrázi rybníka. Další pověst, o jedlovském divém lovci, je o vypálení hradu Tolštejna žitavskými kupci. Jedlovský lovec do konce života škodil žitavským kupcům a i po smrti se stále projíždí na koni doprovázen spolubojovníky a smečkou psů. Když je bouře nad horami, zatáhne se obloha a křižují jí blesky, je občas slyšet strašidelné zvuky. Tehdy lidé říkávali, že jedlovský divý rytíř zase táhne přes hory.

## Výhled
Vrchol hory poskytuje kruhový výhled. Za jasného počasí jsou vidět Krušné hory a Krkonoše.
| Vlčí hora 11 km Tanečnice 21 km   | Dymník 10 km            | Špičák u Varnsdorfu 10 km              |
| Děčínský Sněžník 33 km            | větrná růžice           | Tolštejn 1 km Luž 6 km Sněžka 85 km    |
| Buková hora 31 km Milešovka 55 km | Klíč 8 km Nedvězí 39 km | Ralsko 25 km Ještěd 33 km Bezděz 37 km |